# Stazione meteorologica di Torriglia
La stazione meteorologica di Torriglia è la stazione meteorologica di riferimento per la località di Torriglia.

## Coordinate geografiche
La stazione meteo si trova nell'Italia nord-occidentale, in Liguria, in provincia di Genova, nel comune di Torriglia, a 764 metri s.l.m. e alle coordinate geografiche 44°31′N 9°10′E.

## Dati climatologici
In base alla media trentennale di riferimento 1961-1990, la temperatura media del mese più freddo, gennaio, si attesta a +2,8 °C; quella del mese più caldo, luglio, è di +18,9 °C .
| Torriglia          | Mesi | Mesi | Mesi | Mesi | Mesi | Mesi | Mesi | Mesi | Mesi | Mesi | Mesi | Mesi | Stagioni | Stagioni | Stagioni | Stagioni | Anno |
| Torriglia          | Gen  | Feb  | Mar  | Apr  | Mag  | Giu  | Lug  | Ago  | Set  | Ott  | Nov  | Dic  | Inv      | Pri      | Est      | Aut      | Anno |
| ------------------ | ---- | ---- | ---- | ---- | ---- | ---- | ---- | ---- | ---- | ---- | ---- | ---- | -------- | -------- | -------- | -------- | ---- |
| T. max. media (°C) | 5,0  | 5,9  | 8,9  | 12,1 | 15,8 | 20,3 | 23,3 | 22,5 | 19,1 | 14,1 | 9,6  | 6,3  | 5,7      | 12,3     | 22,0     | 14,3     | 13,6 |
| T. min. media (°C) | 0,6  | 0,8  | 3,2  | 5,7  | 8,8  | 12,2 | 14,5 | 14,0 | 11,7 | 8,0  | 4,2  | 1,6  | 1,0      | 5,9      | 13,6     | 8,0      | 7,1  |